# Henrik Bødker
Henrik Bødker (6 juni 1983) is een Deens voetballer (middenvelder) die sinds 2013 voor Vejle BK speelt.